# Estádio do Bonfim
Het Estádio do Bonfim is een multifunctioneel stadion in Setúbal, Portugal. Het wordt vooral gebruikt voor voetbalwedstrijden, de voetbalclub Vitória FC maakt gebruik van dit stadion. Er is plaats voor 15.497 toeschouwers in het stadion. Andere bronnen geven aan dat er meer toeschouwers in het stadion kunnen. Het stadion werd geopend in 1962. Het nationale elftal speelde ook enkele keren in dit stadion. Voor de eerste keer gebeurde dat op 3 december 1975, een kwalificatieduel voor Europees kampioenschap voetbal 1976, tegen Cyprus werd het 1–0.